# NGC 6939
NGC 6939 là tên của một cụm sao mở nằm trong chòm sao Tiên Vương và được nhà thiên văn học người Anh gốc Đức phát hiện vào năm 1798. Cụm sao này nằm ở hướng tây bắc và thêm 2/3° nữa của thiên hà NGC 6946, mà cấp sao biểu kiến của thiên hà này là 9,6. Cụm sao này nằm ở vị trí cách chúng ta xấp xỉ 4000 năm ánh sáng. Tuổi ước tính của nó là khoảng hơn 1 tỉ tỉ năm tuổi.

## Quan sát
Cụm sao này nằm gần đường biên giới của chòm sao Tiên Vương với chòm sao Thiên Nga. Nó nằm ở phía 2 độ phía Tây Nam của sao Eta Cephei và 2/3° phía tây bắc của NGC 6946. Những thiên thể này xuất hiện là 2 mảng sương mù phát sáng khi quan sát bằng ống nhòm có kích thước 10x50. Với ống nhòm kích thước 7x35 thì ta có thể nhìn thoáng qua. Và để quan sát rõ ràng cụm sao này thì cần phải có một ống nhòm kích thước 25x200.

## Đặc tính
Bằng cách sử dụng phép đo sáng trong thiên văn học), ta có thể ước tính được tuổi của cụm sao này là khoảng tử 1 đến 1,3 tỉ tỉ năm tuổi. Độ kim loại của cụm sao này thì chỉ nhỏ hơn mặt trời một chút (-0.19 ± 0.09).
Bên cạnh đó, cụm sao này còn có một số sao biến quang.

## Dữ liệu hiện tại
Theo như quan sát, đây là cụm sao nằm trong chòm sao Tiên Vương và dưới đây là một số dữ liệu khác:
Xích kinh 20h 31m 30s
Độ nghiêng +60° 39′ 42″
Cấp sao biểu kiến 7.8 
Kích thước biểu kiến 7'